# Gaston Ernest Liébert
Gaston Ernest Liébert (31 octobre 1866 à Paris - 6 juillet 1944 à Paris) est un officier de la Marine française puis un diplomate français. Il occupa en particulier pendant de longues périodes les fonctions de Consul général de France à Hong Kong puis à New York.

## Famille et éducation
Gaston Ernest Liébert est né à Paris le 31 octobre 1866, second enfant d’Alphonse Liébert (1826 – 1913), officier de marine puis photographe (1826 - 1913) et de Marie-Louise Peuple.
Il entra à l’École navale en 1884, puis, après quelques années comme officier de la Marine nationale, rejoignit les Affaires étrangères en 1892 et passa le concours du corps diplomatique en 1893.

## Carrière diplomatique
Il fut nommé au cabinet du ministre des Affaires étrangères (1894), puis à New York (1895), à nouveau au Quai d'Orsay (1896-1898), en Chine à Pakhoï (Beihai (Guangxi), à Pékin, puis à Hong Kong (1903-1916), New York (1916-1923), et termina sa carrière comme Ministre plénipotentiaire à La Havane, Cuba (1925-1926).
En poste en Chine et à Hong Kong, il eut fréquemment à travailler en liaison avec les gouvernants et administrateurs de l’Indochine française, par exemple en contribuant à la cartographie du sud de la Chine et de la région frontalière avec le Vietnam (Tonkin), ou en participant à l’identification et la surveillance des opposants indépendantistes vietnamiens réfugiés au sud de la Chine, en support de la résistance vietnamienne menée par Hoàng Hoa Thám,,.
En tant que Consul général de France à New York (où son acte de nomination fut officiellement signé le 19 juillet 1916 par le président Woodrow Wilson), et en relation avec l’ambassadeur de France à Washington Jean Jules Jusserand, il fut étroitement impliqué dans la gestion des relations entre la France et les États-Unis, relations parfois tendues du fait de désaccords sur la politique suivie vis-à-vis de l’Allemagne à la suite de la Première Guerre mondiale,,,. Dans ce cadre il fit une intervention en 1923 auprès de l'association des banques de New York pour expliquer la politique du gouvernement français d'Occupation de la Ruhr en représailles des retards de paiement de l’Allemagne des réparations financières exigées aux termes  du traité de Versailles.
Il prit sa retraite en janvier 1927 après une courte affectation à Cuba.
Gaston Ernest Liebert meurt à Paris le 6 juillet 1944 à près de 78 ans.
Outre les archives du Ministère de l’Europe et des Affaires étrangères, une partie des correspondances, conférences et photos de Gaston Liébert sont conservées à l’Université Cornell de l’État de New York ainsi qu'à la Bibliothèque du Congrès des États-Unis.

## Distinctions
- Officier de la Légion d'honneur (décret du 5 septembre 1919)[3],[15], nommé chevalier en 1912.
- Grand officier du Nichan Iftikhar
- Commandeur de l’Ordre de l’Étoile noire
- Grand-croix de l’Ordre du Double Dragon
- Commandeur de l'Ordre du Christ (Portugal)
- Commandeur de l’Ordre de l'Immaculée Conception de Vila Viçosa (Portugal)[16]
- Commandeur de l’Ordre de Saint-Stanislas (Russie impériale)
- Commandeur de l’ordre de Pologne Polonia Restituta
- Commandeur de l’Ordre du Sauveur de Grèce.
- Officier de l'Instruction publique (31 mai 1913)
- Officier d'académie (1908)